# جزيرة ديجيما
دييما (出島)،
جزيرة اصطناعية صغيرة على شكل مروحة بنيت في خليج ناجازاكي في عام 1634 عبى يد التجار المحليين. هذه الجزيرة التي تم تشكيلها من قبل حفر قناة من خلال شبه جزيرة صغيرة لا تزال كمكان واحدة من التجارة المباشرة والتبادل بين اليابان والعالم الخارجي خلال عملية الانفصال فترة إيدو. بنيت دييما لتقييد التجار الأجانب في إطار  ساكوكو ، وسياسة إنعزالية التي فرضتها على نفسها. بنيت في الأصل لإيواء التجار البرتغاليين، كان يستخدم من قبل الهولنديين باعتباره المحطة التجارية من 1641 حتى 1853. وتغطي مساحة قدرها 120 م × 75 م (9000 م  2 ، أو 0.9 هكتار)، في وقت لاحق تم دمجها في المدينة.

## معرض صور

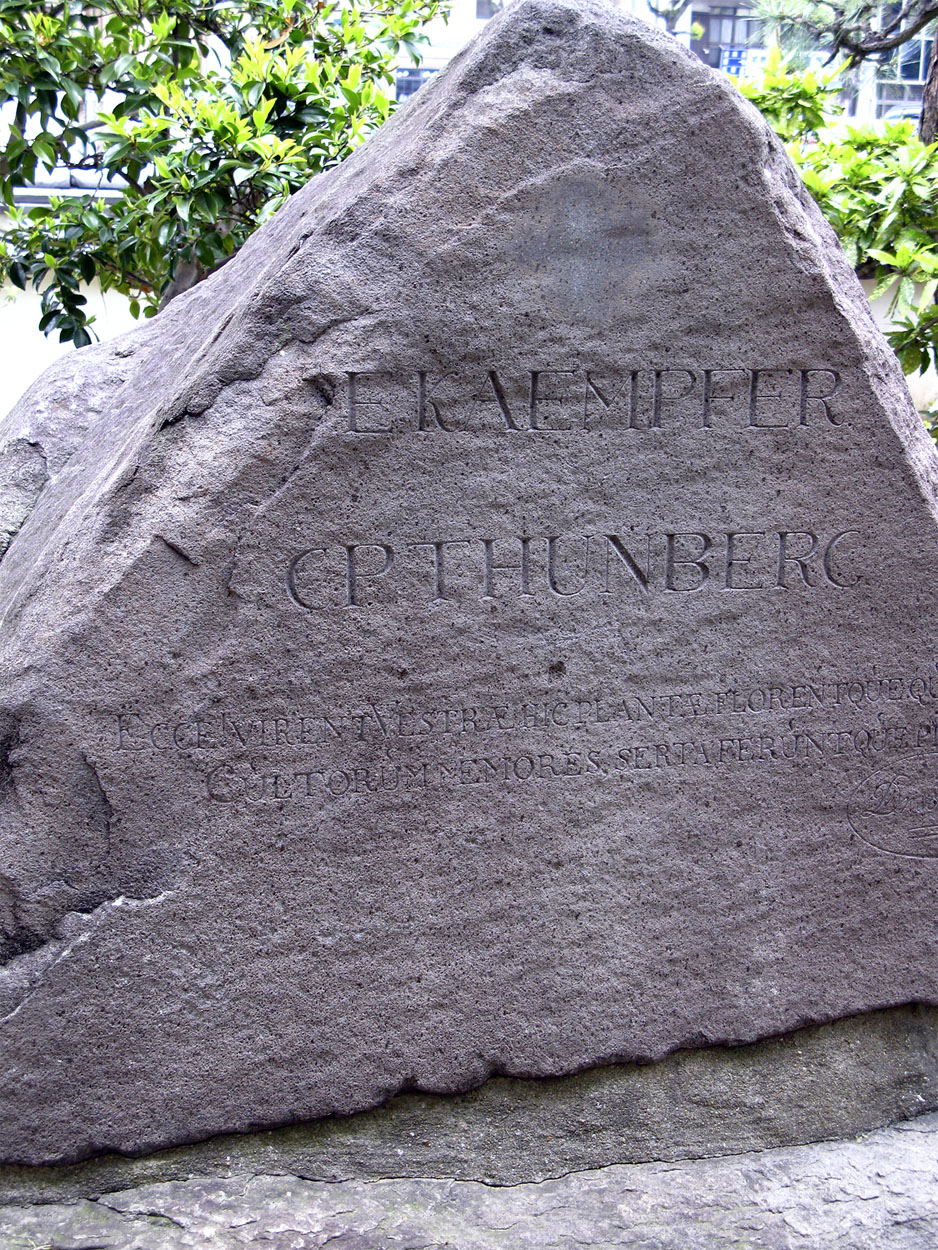
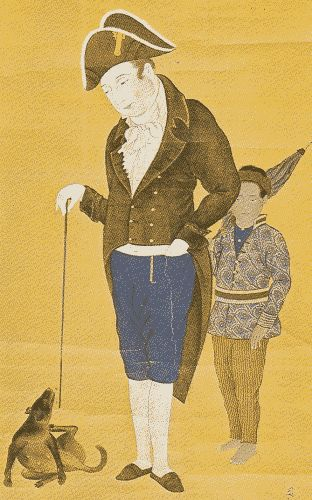
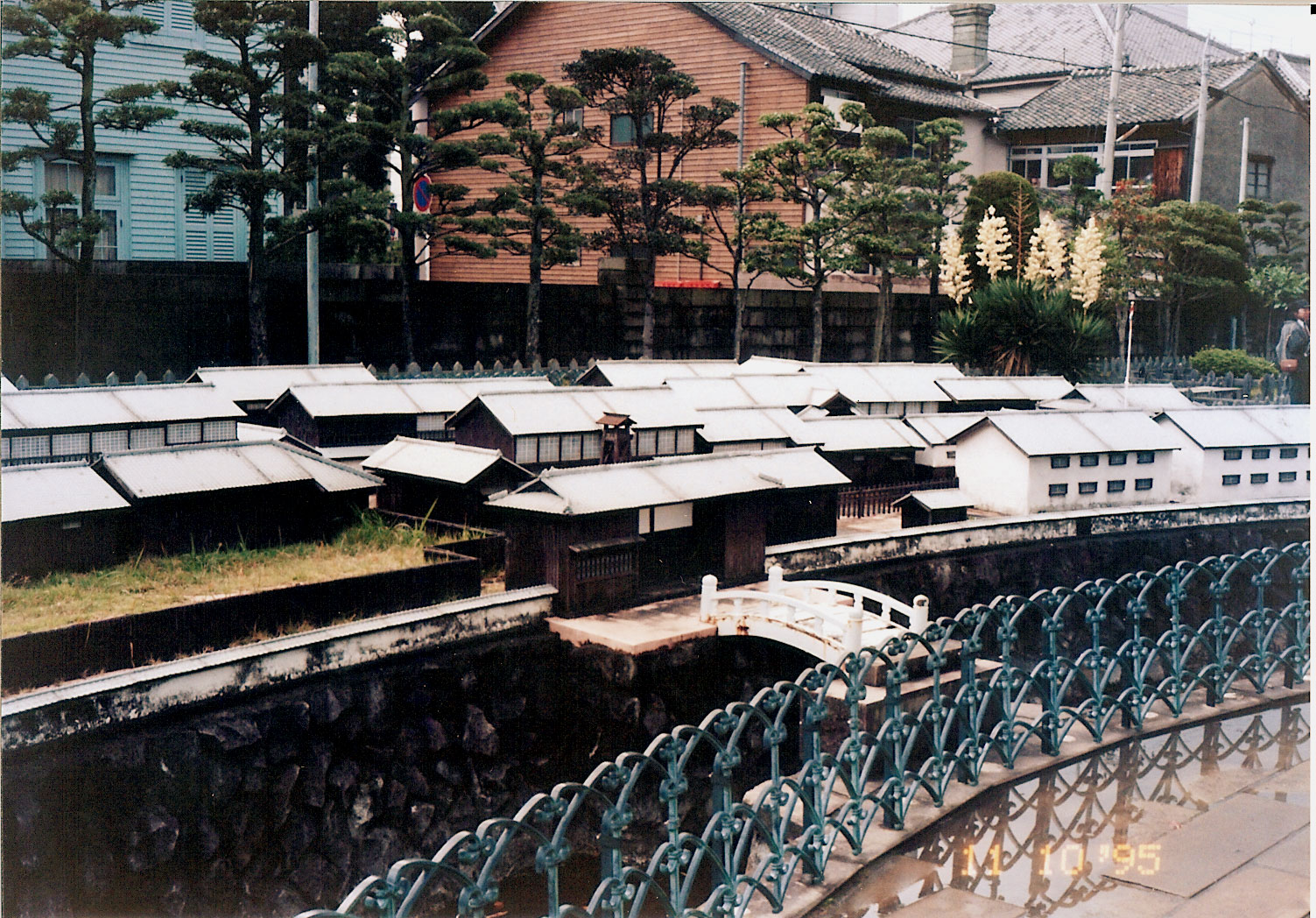
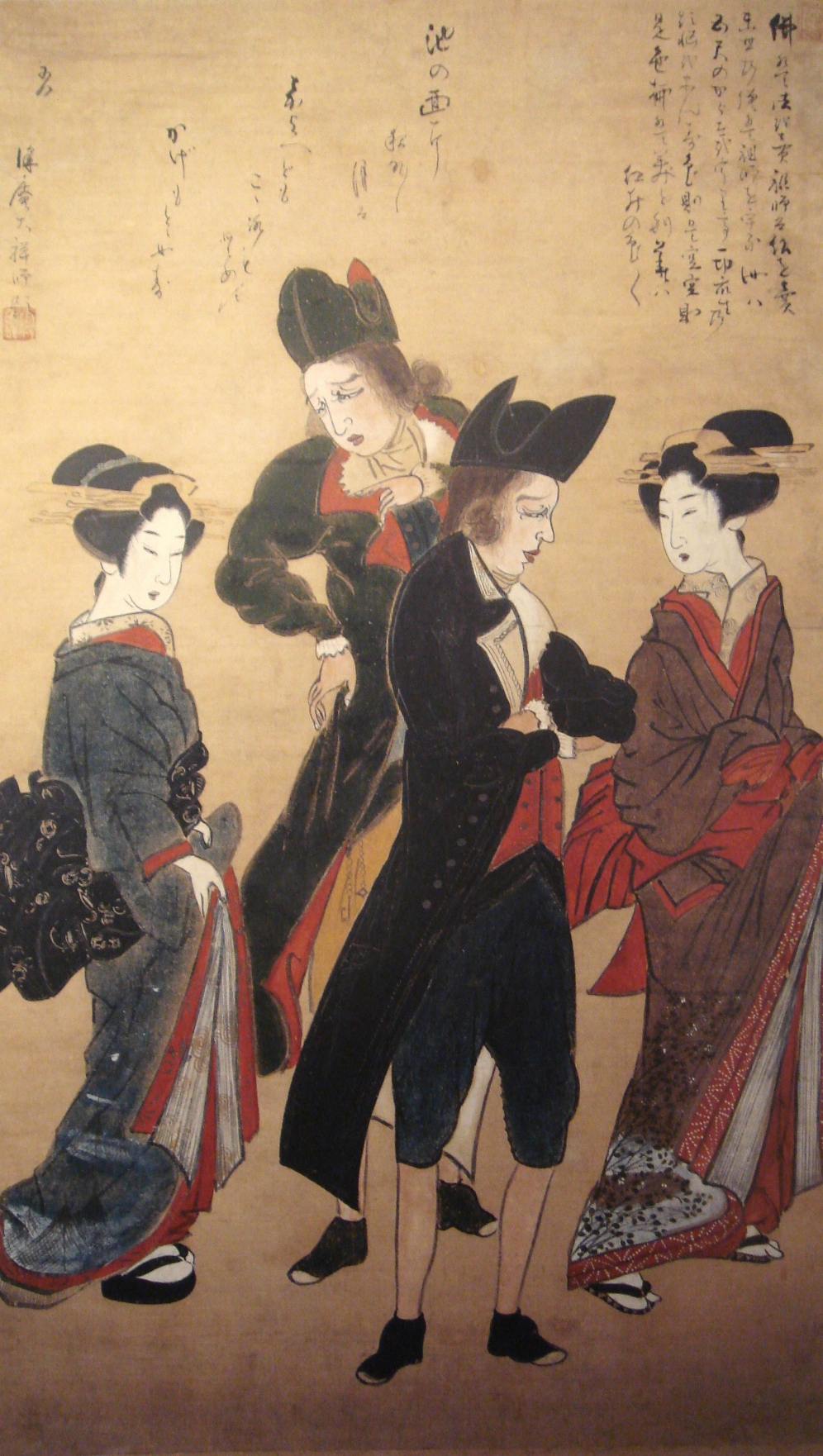